# Kostel svatého Jakuba Většího (Velká Losenice)
Kostel svatého Jakuba Většího (jinak též Kostel svatého Jakuba Staršího) je farní kostel v římskokatolické farnosti Velká Losenice, nachází se na severním okraji obce Velká Losenice. Kostel je jednolodní gotická stavba s polygonálním závěrem členěným opěrnými pilíři a s věží na severní straně kněžiště. Kostel je v rámci areálu spolu s kostnicí a zvonicí chráněn jako kulturní památka České republiky.

## Popis
Kostel je jednolodní stavbou s věží na severní straně kněžiště, kostel je krytý plechovou sedlovou střechou. Při východní straně věže je postaveno schodiště. V přízemí věže je moderní vchod, do sakristie pak vede původní gotický vchod. Na západě lodi je kruchta, do které ústí kruhové okno. V závěru je pět oken na pěti stranách osmiúhelníka. Součástí kostela je křtitelnice z roku 1755, kalich, svícny a tři zvony. Západně od kostela stojí samostatná šestistranná kostnice s kruhovými okny z roku 1746. Pozdně gotická brána na hřbitov byla nejspíše součástí obranných zařízení areálu kostela.

## Historie
Kostel byl poprvé písemně zmíněn ve 12. století. Dne 7. dubna 1621 kostel i s částí vesnice vyhořel, rovněž byly rozlity zvony. Zvony pak byly nově ulity a umístěny do kostela v roce 1622. Do roku 1696 byl kostelem filiálním farnosti v Polné, později do roku 1746 byl filiálním farnosti v Borové. Od té doby je farním kostelem. V roce 1852 byla rekonstruována věž. V roce 1689 byl do kostela pořízen hlavní oltář, později i boční oltáře, ve výklenku hlavního oltáře je umístěna socha svatého Jakuba a na hlavním oltáři je oltářní obraz svaté Trojice. Na konci 18. století byl upraven interiér kostela, v první třetině 19. století pak byl kostel odvlhčen, byly pořízeny nové lavice, opraven oltář a stropy. V roce 1888 byla opravena věž, která byla poničena vichřicí. Na počátku 20. století byl interiér kostela vyzdoben motivy dle předloh Mikoláše Alše.